# C'est La Vie
C'est La Vie（セラヴィ、セラビ、CLV）は日本人の5人組のダンス&ヴォーカルユニット。
東京のライブハウスを中心に全国でツアー活動をしている。

## 来歴
- 2004年関西出身のRain（レイ）、show（ショウ）、HRK（ハル）の3人で結成。
- 2006年にKey（ケイ）が加入。2008年 にセルフプロデュース開始。
- 2009年2月にKEN（ケン）が加入して現在のメンバー構成になった。
- 2008年2月と8月にインディーズライブ配信番組「Live Cheers!」で月間1位をそれぞれ獲得。
- 2008年夏に初の東名阪ツアーを成功させた。
- チャリティ活動にも積極的に取り組み、チャリティライブイベント「CLVcommunication（クラブコミュニケーション）」を現在4回目まで開催中。
  - 活動で得た収益の一部をユニセフに寄付している。NPO法人グッドネーバーズジャパンのチャイルドサポーターとしてインドの女の子を、NPO法人ワールドビジョンのチャイルドサポーターとしてルワンダの男の子を、それぞれメンバーの連名で支援している。
- 2009年9月から、スカパー275chと千葉テレビで放映していたインディーズ応援番組「チアアップインディーズ」にて、毎週連続1位を獲得。 番組にも毎週ゲスト出演を果たし、総合ダウンロード数で番組史上初の快挙を達成。同時期に着うたサイト「Music.jp」のメジャー配信企画ダウンロードランキング（1位になるとメジャー配信）では惜しくも2位。
- 2010年6月、新宿FACEでのワンマンライブチケットがソールドアウト。
- 7月、音霊SEA STUDIO 2010に出演。2ヶ月に及ぶツアーを開始。
- 8月、神宮外苑花火大会に出演。
- 10月から初レギュラーラジオ番組、FM新潟「セラヴィの目指せLOTSで500人！」がスタート。新潟の大箱ライブハウスLOTSで毎月ワンマンライブを行い、半年後に 500人集めるという前代未聞のチャレンジ企画に挑戦。
- 11月には恵比寿ガーデンホールにてワンマンライブ開催。
- 2011年6月12日に渋谷AXにてワンマンライブを開催決定。
- 4月からレギュラーラジオ番組、FM Fuji「It's a C'est La Vie」 がスタート。

## メンバー
メンバープロフィールC'est La vie
- Rain（レイ）8月2日生まれ　大阪出身　血液型B型
- Show（ショウ）1月7日生まれ　大阪出身　血液型O型
- HRK（ハル）2月2日生まれ　神戸出身　血液型O型
- Key（ケイ）7月5日生まれ　東京出身　血液型B型
- KEN（ケン）4月15日生まれ　茨城出身　血液型O型

## ディスコグラフィー
【CD】
- 「I wish」2005年
- 「Birthday Eve」
- 「TAMEIKI」
- 「THE LIVE」（ミニアルバム）2009年2月（ここからセルフプロデュース）
- 「Lovelogue」2009年8月
- 「One Love」（ミニアルバム）2010年1月
- 「2/2で1の最高な愛」（ミニアルバム）2010年7月
- 「FIVE CoLoRS」（ミニアルバム）2011年4月20日発売

【DVD】
- 「Locus-Undercover 2010　2010.11.28 EBISU GARDEN HALL」2011年3月

【雑誌】
- C'est La Vie MAGAZINE 2011年3月